# LuneOS
LuneOS est un système d'exploitation mobile basé sur Linux. Il succède directement à WebOS, vu qu'il est développé par leur communauté. Il se présente comme étant le successeur open source et communautaire de WebOS, destiné au grand public. Le projet n'entend pas concurrencer directement iPhone et Androïd.
Le projet LuneOS ainsi que des applications pour ce dernier sont publiés sur l'organisation GitHub WebOS-ports.

## Situation
Prenant ses racines dans WebOS, initié par Palm, racheté par HP, puis acquis par LG, LuneOS vise à proposer un système alternatif à Androïd pour différentes marques/gammes d'appareils : Google Nexus, Xiaomi, PinePhone, Raspberry Pi, tablettes HP. Le projet utilise la librairie Halium pour la compatibilité matérielle.